# Jagdschirm (Charlottenplatz, Darmstadt-Kranichstein)
Der Jagdschirm am Charlottenplatz ist ein Bauwerk nordöstlich von Darmstadt-Kranichstein auf der Gemarkung von Darmstadt-Arheilgen.

## Geschichte und Beschreibung
Der Jagdschirm am Charlottenplatz liegt am Nordrand des Naturschutzgebiets Silzwiesen von Darmstadt-Arheilgen unweit südlich der Dianaschneise. Der Jagdschirm stammt aus dem 18. Jahrhundert. Benannt wurde der Charlottenplatz nach Friederike Charlotte von Hessen-Darmstadt. Der Jagdschirm ähnelt den schanzenartigen Jagdunterständen an der Kernschneise und am Landgrafeneck; nahe der Dianaburg. Durch die Schießscharten konnten die Jäger auf vorbeilaufende Wildschweine schießen, ohne dabei selbst angegriffen zu werden.
Der Jagdschirm ist aus Natursteinquadern rund gemauert und seitlich mit Erde angeböscht. Die Mauer ist ca. 1,6 Meter hoch, ca. 0,5 Meter dick und hat drei Schießscharten.

## Denkmalschutz
Der Jagdschirm ist aus architektonischen, jagdgeschichtlichen und stadtgeschichtlichen Gründen ein Kulturdenkmal.